# (9891) Stephensmith
(9891) Stephensmith (1995 XN1) – planetoida z pasa głównego asteroid okrążająca Słońce w ciągu 4,18 lat w średniej odległości 2,59 j.a. Odkryta 15 grudnia 1995 roku.